# Spiceworld – Der Film
Spiceworld – Der Film (Alternativtitel: Spice World – Der Film; Originaltitel: Spice World) ist eine britische Filmkomödie von Bob Spiers aus dem Jahr 1997.

## Handlung

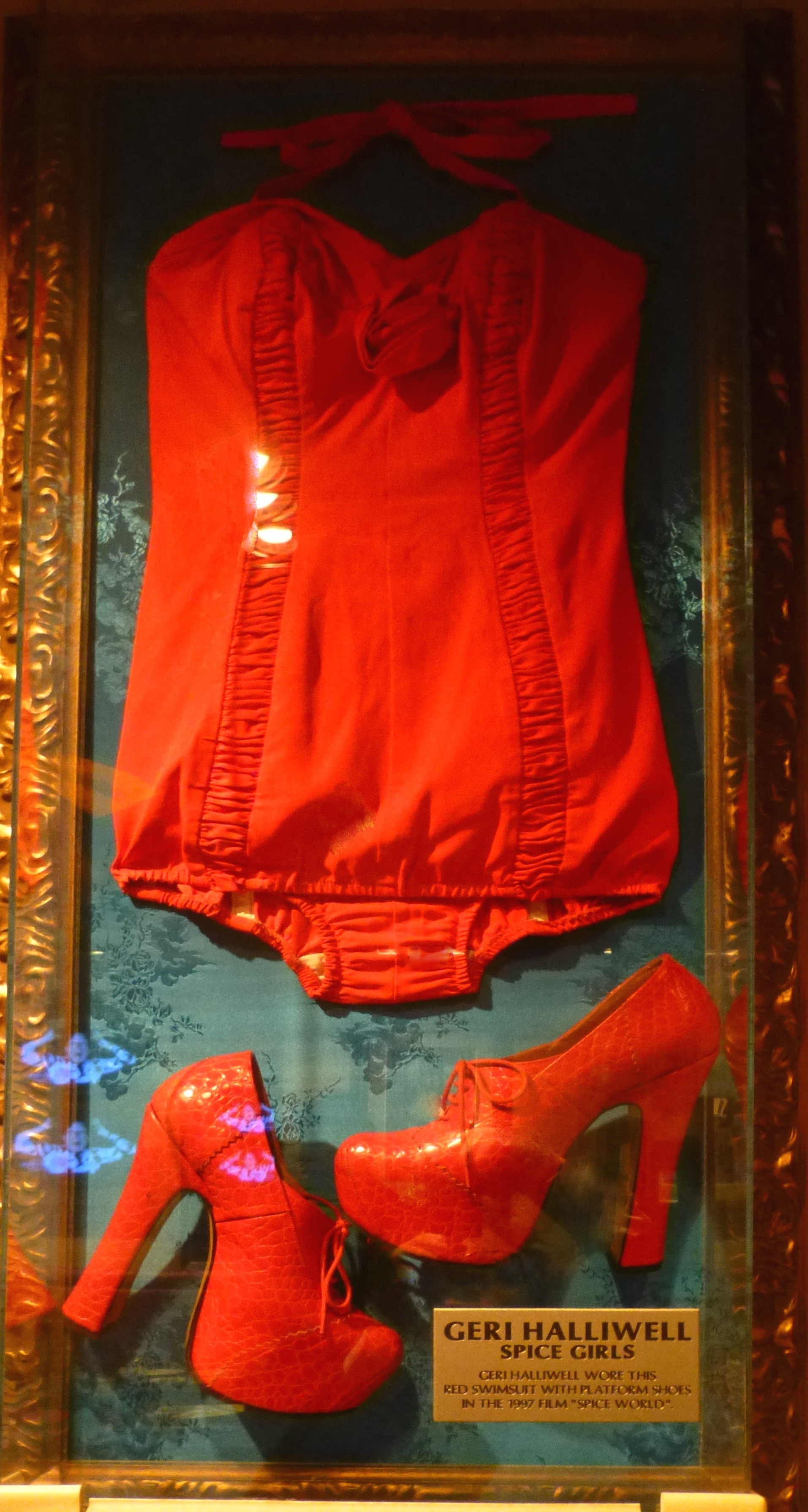
Badeanzug von Geri Halliwell, den sie im Film Spiceworld getragen hat.

Der Film schildert eine Woche im Leben der Spice Girls. Er folgt der Gruppe in den Tagen vor ihrem ersten Livekonzert in der Royal Albert Hall und zeigt ihren hektischen Zeitplan, der ausgefüllt ist mit Auftritten, Proben, Aufnahmesessions, Pressekonferenzen, Fototerminen und Interviews.
Der Film beginnt mit einem Auftritt bei Top of the Pops, wo sie den Song Too Much singen. Seitdem sie auf der ganzen Welt Nr.-1-Hits landen konnten, steht die Gruppe im Rampenlicht und alle, von der Boulevardpresse bis zu den Fans, wollen sie hautnah miterleben. Deshalb werden die Spice Girls auf Schritt und Tritt von einem Filmteam verfolgt, das ihr Leben hinter den Kulissen dokumentieren möchte.
Der Zeitungsherausgeber Kevin McMaxford hingegen möchte durch hinterhältige Versuche die Karriere der Spice Girls ruinieren, um eine negative Sensationsschlagzeile zu bekommen. Er setzt den Paparazzo Damien auf den Fall an, der wie ein Geheimagent den Girls überallhin folgt, um Stoff für Negativschlagzeilen zu sammeln.
Am Vorabend ihres großen Livedebüts kommt es zum Krach mit ihrem Road-Manager Clifford. Die Spice Girls wollen mit der befreundeten Nicola feiern, die kurz vor der Geburt ihres Kindes steht. Sie bittet die Band, Patinnen für ihr ungeborenes Kind zu sein. Clifford lehnt die Feier jedoch ab, weil er sich vor seinem als Chef bezeichneten Vorgesetzten fürchtet: „Ihr habt kein Leben, ihr habt einen Terminkalender.“ Wutentbrannt brechen die Mädchen darauf ihre Proben ab und drohen ihm damit, das Konzert platzen zu lassen.
Am Abend setzen sich die Girls über das Verbot hinweg und beschließen auszubüxen, um mit Nicola um die Häuser zu ziehen. In einem Club platzt jedoch Nicolas Fruchtblase und alle fahren mit einem umgebauten Bus zum Krankenhaus, um Nicola beizustehen. Dort erleben sie, wie Nicola ihr Kind bekommt. Nicolas Tochter wird am Tag des geplanten Konzerts geboren.
Die Girls müssen sich beeilen, um rechtzeitig zum Konzert zu kommen. Als die Mädchen zur Royal Albert Hall fahren wollen, ist der Fahrer Dennis unauffindbar. Victoria steuert daraufhin selbst den Bus. Es wird ein Rennen gegen die Zeit. Als sie am Buckingham Palace vorbeifahren, winken die Mädchen der königlichen Familie zu. Auf der Fahrt entdecken sie eine im Bus deponierte Bombe. Als sie schließlich an der Royal Albert Hall ankommen, werden sie von einem Polizisten wegen des gefährlichen Fahrstils angehalten. Er lässt sie jedoch frei, als Emma erklärt, sie wären in Eile und ihn unschuldig anlächelt. Die Mädchen treten in letzter Minute auf und beenden den Film mit einer Performance von „Spice up your life“. Im Abspann explodiert die im Bus deponierte Bombe, als Mel C sich fragt, was mit ihr passierte.

## Kritiken

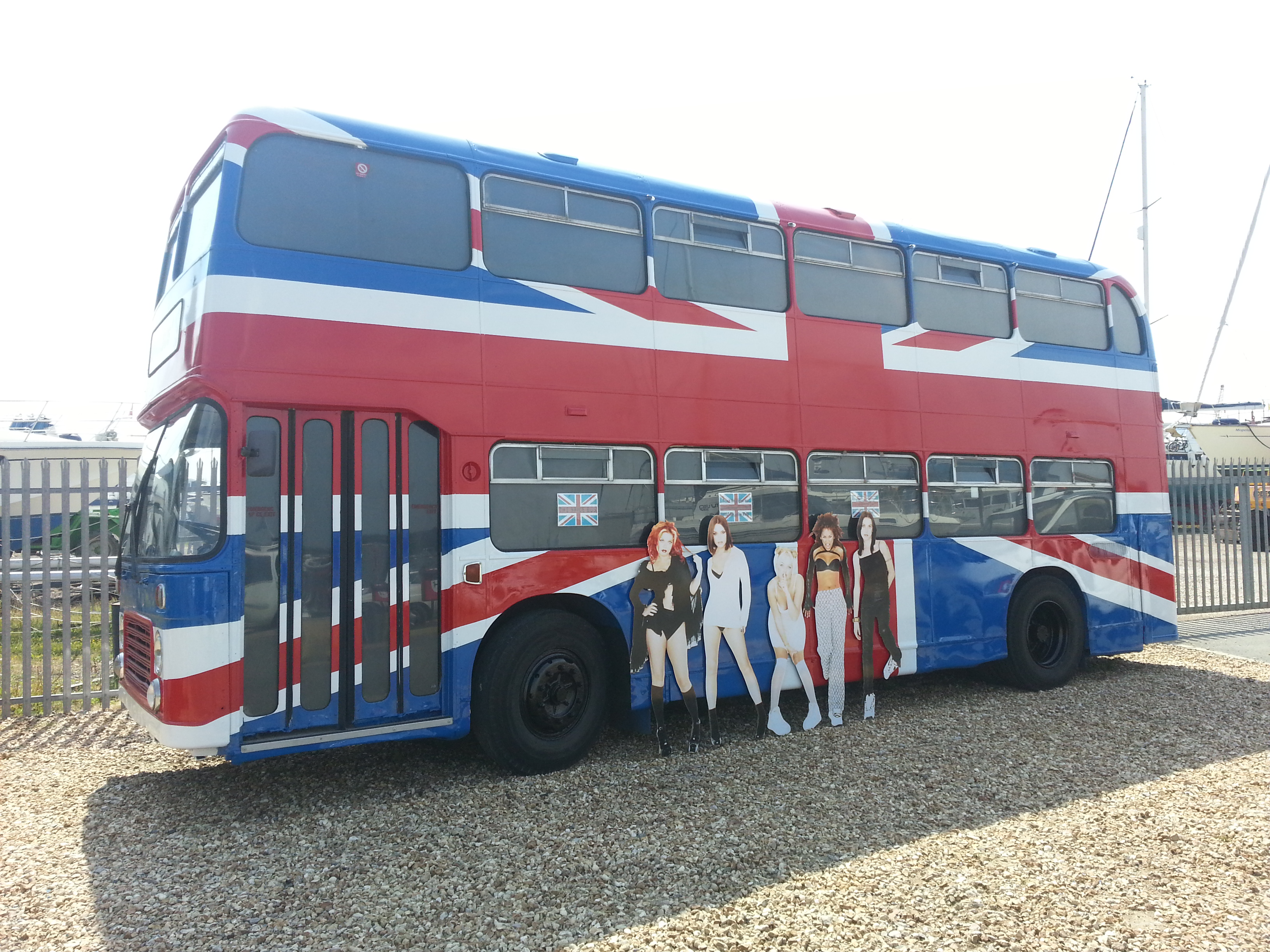
Der Bus aus dem Film Spiceworld

James Berardinelli bezeichnete den Film auf ReelViews als einen „Egotrip“, der die Sängerinnen im besten Licht zeigen und ihnen Gelegenheit zum Singen von „etwa 14 Songs“ bieten solle. Er sei schwach als eine Komödie, weil die Witze „zu offensichtlich“ und nicht besonders witzig seien. Als eine Satire sei er noch schwächer, weil die Parodien zu sanft, „dümmlich“ und leblos seien. Er sei nicht einmal ein besonders gutes Musical.
Roger Ebert schrieb in der Chicago Sun-Times vom 23. Januar 1998, der Film sei durch den Film Yeah! Yeah! Yeah! inspiriert – mit dem „großen Unterschied“, dass die Beatles talentiert gewesen seien. Der Film der Beatles spiele die Persönlichkeiten der Beatles aus, während die Spice Girls keine Persönlichkeiten besitzen würden. Der Film der Beatles beinhalte großartige Musik, während die Musik der Spice Girls derart schlecht sei, dass sie nur dann zu hören sei, wenn es absolut notwendig sei.
Peter Stack schrieb in der San Francisco Chronicle vom 23. Januar 1998, es mache keinen Unterschied, ob die Spice Girls schauspielen können oder ein gutes Drehbuch haben würden (sie würden kein solches haben). Sie würden mit „neckischem Sexappeal“ spielen und den weiblichen Teenagern ein Fest bieten.
Die Zeitschrift TV Spielfilm schrieb, „Auch wenn Comedy-Regisseur Bob Spiers seine Pseudo-Dokumentation mit einer gehörigen Portion Ironie inszeniert hat fünf Tage aus dem Leben einer Superstar-Band hätten wir uns spannender vorgestellt.“.
Das Lexikon des internationalen Films kritisiert, die „bruchstückhafte Handlung“ des Filmes dient nur „als Gerüst für die Musiknummern“.
Am 6. April 2018 wurde der Film im Rahmen der Tele-5-Reihe Die schlechtesten Filme aller Zeiten gezeigt.

## Auszeichnungen
Die Hauptdarstellerinnen Victoria Beckham, Melanie Brown, Emma Bunton, Melanie Chisholm und Geri Halliwell wurden im Jahr 1999 für den Blockbuster Entertainment Award und für den Kids' Choice Awards nominiert.
Die Hauptdarstellerinnen erhielten im Jahr 1999 die Goldene Himbeere. Der Film erhielt sechs weitere Nominierungen für diesen Negativpreis, darunter als Schlechtester Film, für die Darstellung von Roger Moore, für das Drehbuch und für den Song Too Much. Er wurde im Jahr 2005 für die Kategorie Schlechtestes „Musical“ des Vierteljahrhunderts der Goldenen Himbeere nominiert.

## Hintergrund
Der Film wurde in London gedreht. Seine Produktionskosten betrugen schätzungsweise 25 Millionen US-Dollar. Der Film spielte in den britischen Kinos ca. 10,9 Millionen Pfund Sterling ein und ca. 29,2 Millionen US-Dollar in den Kinos der USA. In Deutschland zählte man ca. 670 Tsd. Kinozuschauer.
Ursprünglich sollte auch Gary Glitter einen Auftritt im Film haben. Nachdem am 18. November 1997 auf seinem Laptop, den er zur Reparatur gegeben hatte, kinderpornografisches Material gefunden wurde, wurde er angeklagt und zu vier Monaten Gefängnis verurteilt. Als Konsequenz wurde sein Auftritt im Film herausgeschnitten.